# Седов, Николай Евгеньевич
Николай Евгеньевич Седо́в (род. 14 ноября 1962 года)— мастер спорта по лыжным гонкам, тренер молодёжной сборной России по лыжным гонкам, заслуженный тренер России. Отец и тренер пятикратного чемпиона и неоднократного призёра трёх юниорских чемпионатов мира по лыжным гонкам Петра Седова, тренер бронзового призёра Олимпийских игр в Ванкувере 2010 года Ирины Хазовой.

## Биография
Уроженец Сасовского района Рязанской области. В родном городе начал заниматься лыжами в спортивной секции средней школы. Принимал участие во многих районных и областных школьных соревнованиях. Со слов Седова лыжные гонки сопровождают его с тех пор всю жизнь.
После прохождения службы в армии Седов поступил в Смоленский Государственный институт физической культуры. Специализировался по кафедре лыжного спорта, где заинтересовался тренерской работой.
После окончания учёбы в институте, в 1989 году, вместе с женой мастером спорта по лыжным гонкам Седовой Еленой Сергеевной, по распределению был направлен на работу в детско-юношескую спортивную школу в городе Саров. Сейчас в Сарове находится одна из сильнейших лыжных школ страны, которая была создана Седовым вместе с его женой.

## Работа в группе «Сочи-2014»
В сезоне 2009—2010 годах возглавлял экспериментальную группу «Ванкувер-2010 — Сочи-2014», которая входила в сборную команду России и была создана по инициативе Юрия Викторовича Бородавко с целью подготовки группы молодых спортсменов к Олимпиаде 2014 года.
В экспериментальной группе под руководством Седова в этот период тренировались:
- Пётр Седов — сын Николая Евгеньевича, пятикратный чемпион мира среди юниоров, ныне член сборной команды России;
- Рауль Шакирзянов — обладатель «золота» в эстафете и «серебра» в дуатлоне на юниорском чемпионате мира, ныне член сборной команды России;
- Андрей Кальсин — обладатель «золота» в эстафете и «серебра» в гонке свободным стилем;
- Павел Викулин — обладатель «золота» в эстафете и «бронзы» в гонке свободным стилем;
- Артём Мальцев — лыжник 1993 года рождения, попадает в пятнадцать лучших по юниорам и выиграл первенство России среди юношей среднего возраста;
- Евгения Тихова — лыжница 1990 года рождения, показывающая высокие результаты;
- Алевтина Таныгина — лыжница 1989 года рождения, лыжница из Москвы.
- Анастасия Седова — дочь Николая Евгеньевича, лыжница 1995 года рождения, выигрывавшая четыре гонки на Первенстве России по девушкам среднего возраста, в Сыктывкаре.

Кроме учеников из его группы у Седова тренировалась многократная чемпионка мира среди юниоров и молодёжи, победитель и призёр этапов Кубка мира Ирина Хазова (в девичестве Артёмова) — впоследствии бронзовый призёр Олимпийских Игр в Ванкувере-2010.

## Работа старшим тренером женской сборной команды России
В сезоне 2010—2011 года Николай Седов возглавлял женскую сборную команду России по лыжным гонкам. Однако в этом сезоне его подопечные серьёзных успехов не добились, и весной 2011 года Николай Седов подал заявление с просьбой об отставке, которое было удовлетворено. При этом его сын, многократный чемпион мира среди юниоров Пётр Седов, до этого года всегда готовившийся с отцом, с весны 2011 года стал тренироваться с мужской сборной командой страны под руководством Олега Перевозчикова.